# Inverness (stacja kolejowa)
Inverness (gael. Stèisean-rèile Inbhir Nis) – stacja kolejowa w Inverness, w hrabstwie Highland, w Szkocji. Znajdują się tu 4 perony.